# 依田養七
依田 養七（よだ ようしち、1889年〈明治22年〉10月28日 - 1976年〈昭和51年〉10月22日）は、岩手県の政治家。初代江刺市（現在の奥州市）長（1期）を歴任。

## 来歴
江刺郡岩谷堂町（のち江刺郡江刺町→江刺市、現在の奥州市）の味噌醤油醸造業の家に生まれる。1921年〈大正10年〉岩谷堂町会議員となり、3期務めたほか、学務委員となった。1934年〈昭和9年〉岩谷堂町長に当選する。1938年〈昭和13年〉まで務めた後、1945年〈昭和20年〉に再任。翌年まで務めた。
戦後、公職追放となり、追放解除後の1954年〈昭和29年〉岩谷堂町長に復帰。当時、「昭和の大合併」による岩手県が進めていた町村合併計画を実現するにあたり、江刺郡内では各町村の利害が対立し、その意向が極度にそろわない状態だった。このような中での町長就任となり、岩谷堂町長として合併実現に向けての各町村の調整に尽力した。こうして岩谷堂町ほか江刺郡内の大部分の町村は1955年〈昭和30年〉に江刺町としての合併にこぎつけ、依田は江刺町長に就任した。
1958年〈昭和33年〉江刺町は市制施行により、江刺市となり、初代市長となった。市長は翌年まで務め、退任後は市政顧問となった。
1967年〈昭和42年〉勲五等瑞宝章を受章。1976年〈昭和51年〉に死去。従六位が贈られ、市葬が行われた。